# Washington Stecanela Cerqueira
Washington Stecanela Cerqueira, noto come Washington (Brasilia, 1º aprile 1975), è un allenatore di calcio ed ex calciatore brasiliano, di ruolo attaccante.

## Carriera

### Club
Ha cominciato la carriera professionistica nel Caxias do Sul. Successivamente ha giocato per Internacional, Grêmio, Ponte Preta e Paraná, finché non ha firmato un contratto di due anni per il Fenerbahçe nel 2002.
Nella stagione 2002-2003 del campionato turco segnò 9 gol in 12 gare, quindi il contratto con il Fenerbahçe venne rescisso a causa dei suoi problemi di salute.
Washington venne sottoposto a cateterizzazione coronarica. Una volta ristabilitosi, i dottori gli assicurarono che giocare a calcio non avrebbe rappresentato un rischio per la sua salute. Quindi firmò con l'Atlético Paranaense, squadra con cui fu capocannoniere del campionato brasiliano 2004 con 34 gol, diventando di fatto il miglior capocannoniere nella storia del campionato brasiliano. Dopo il recupero dall'intervento, venne soprannominato Coração Valente (Cuore impavido).
Nel 2005 si trasferì in Giappone per giocare nel Tokyo Verdy in J-League. La prima stagione fu ottima (22 gol in 33 gare), ma non riuscì a salvare la sua squadra dalla retrocessione. Nel 2006 si trasferì agli Urawa Red Diamonds, contribuendo alla vittoria del primo titolo di J. League dei Reds e diventando lui stesso capocannoniere del campionato con 26 gol in altrettante partite.
Nel dicembre 2007 si è laureato capocannoniere della Coppa del mondo per club FIFA 2007 con 3 gol in 3 incontri.
Nel 2008 è tornato in Brasile per giocare nel Fluminense di Rio de Janeiro, segnando 37 gol in differenti competizioni e vincendo il titolo di capocannoniere della Série A 2008, al pari di Keirrison e Kléber Pereira, con 21 reti.
Nel dicembre 2008 passa ai campioni in carica del San Paolo, dove gioca due stagioni prima di ritornare al Fluminense

## Palmarès

### Giocatore

#### Club

##### Competizioni nazionali
- Supercoppa giapponese: 2

Tokyo Verdy: 2005
Urawa Reds: 2006
- Campionato giapponese: 1

Urawa Reds: 2006
- Coppa del Giappone: 1

Urawa Reds: 2006
- Campionato brasiliano: 1

Fluminense: 2010

##### Competizioni internazionali
- AFC Champions League: 1

Urawa Reds: 2007

#### Individuale
- Capocannoniere del Campionato Brasiliano: 2

2004 (34 gol), 2008 (21 gol, a pari merito con Kléber Pereira e Keirrison)
- Capocannoniere della Coppa J. League: 1

2006 (9 gol)
- Miglior undici della J. League: 1

2006
- Capocannoniere del campionato giapponese: 1

2006 (26 gol, a pari merito con Magno Alves)
- Capocannoniere della Coppa del mondo per club FIFA

2007 (3 gol)

## Statistiche

### Cronologia presenze e reti in nazionale
| Cronologia completa delle presenze e delle reti in nazionale ― Brasile | Cronologia completa delle presenze e delle reti in nazionale ― Brasile | Cronologia completa delle presenze e delle reti in nazionale ― Brasile | Cronologia completa delle presenze e delle reti in nazionale ― Brasile | Cronologia completa delle presenze e delle reti in nazionale ― Brasile | Cronologia completa delle presenze e delle reti in nazionale ― Brasile | Cronologia completa delle presenze e delle reti in nazionale ― Brasile | Cronologia completa delle presenze e delle reti in nazionale ― Brasile |
| Data                                                                   | Città                                                                  | In casa                                                                | Risultato                                                              | Ospiti                                                                 | Competizione                                                           | Reti                                                                   | Note                                                                   |
| ---------------------------------------------------------------------- | ---------------------------------------------------------------------- | ---------------------------------------------------------------------- | ---------------------------------------------------------------------- | ---------------------------------------------------------------------- | ---------------------------------------------------------------------- | ---------------------------------------------------------------------- | ---------------------------------------------------------------------- |
| 25-4-2001                                                              | San Paolo                                                              | Brasile                                                                | 1 – 1                                                                  | Perù                                                                   | Qual. Mondiali 2002                                                    | -                                                                      | 80’                                                                    |
| 31-5-2001                                                              | Kashima                                                                | Brasile                                                                | 2 – 0                                                                  | Camerun                                                                | Conf. Cup 2001 - 1º turno                                              | 1                                                                      |                                                                        |
| 2-6-2001                                                               | Kashima                                                                | Canada                                                                 | 0 – 0                                                                  | Brasile                                                                | Conf. Cup 2001 - 1º turno                                              | -                                                                      |                                                                        |
| 4-6-2001                                                               | Kashima                                                                | Giappone                                                               | 0 – 0                                                                  | Brasile                                                                | Conf. Cup 2001 - 1º turno                                              | -                                                                      | 80’                                                                    |
| 7-6-2001                                                               | Suwon                                                                  | Francia                                                                | 2 – 1                                                                  | Brasile                                                                | Conf. Cup 2001 - Semifinale                                            | -                                                                      |                                                                        |
| 9-6-2001                                                               | Ulsan                                                                  | Australia                                                              | 1 – 0                                                                  | Brasile                                                                | Conf. Cup 2001 - Finale 3º posto                                       | -                                                                      | [ 2 ]                                                                  |
| 31-1-2002                                                              | Goiânia                                                                | Brasile                                                                | 6 – 0                                                                  | Bolivia                                                                | Amichevole                                                             | 1                                                                      | 70’                                                                    |
| 6-2-2002                                                               | Riad                                                                   | Arabia Saudita                                                         | 0 – 1                                                                  | Brasile                                                                | Amichevole                                                             | -                                                                      | 46’                                                                    |
| 7-3-2002                                                               | Cuiabá                                                                 | Brasile                                                                | 6 – 1                                                                  | Islanda                                                                | Amichevole                                                             | -                                                                      | 46’                                                                    |
| Totale                                                                 |                                                                        | Presenze                                                               | 9                                                                      |                                                                        | Reti                                                                   | 2                                                                      |                                                                        |